# Hauteville (Savoie)
Hauteville település Franciaországban, Savoie megyében. Lakosainak száma 350 fő (2022. január 1.). Hauteville Betton-Bettonet, Châteauneuf, Coise-Saint-Jean-Pied-Gauthier, La Trinité és Villard-d’Héry községekkel határos.

## Népesség
A település népességének változása:
| Lakosok száma | 348  | 347  | 357  | 352  | 350  | 351  | 351  | 351  | 350  |
|               | 2013 | 2015 | 2016 | 2017 | 2018 | 2019 | 2020 | 2021 | 2022 |